# Polycarena capensis
Polycarena capensis là một loài thực vật có hoa trong họ Huyền sâm. Loài này được (L.) Benth. miêu tả khoa học đầu tiên.